# Jacek Bąk
Jacek Bąk [ˈjatsɛk ˈbɔŋk] (* 24. März 1973 in Lublin) ist ein ehemaliger polnischer Fußballspieler, der seit 2004 auch die französische Staatsangehörigkeit besitzt.

## Karriere
Der Verteidiger Jacek Bąk begann seine Karriere in seiner Heimatstadt bei Motor Lublin. Mit 16 Jahren debütierte er in der Kampfmannschaft und war bereits mit 18 Jahren Stammspieler. 1992 wechselte er zu Lech Posen, wo er in seiner ersten Saison polnischer Meister wurde. 1995 wechselte er zur französischen Spitzenmannschaft Olympique Lyon. Sechs Jahre spielte er hier, hatte in dieser Zeit jedoch oft Verletzungssorgen. Dennoch kam er auf 114 Einsätze für Lyon. 2001 wechselte er zum RC Lens. Mit Lens hatte er, wie auch mit Lyon, Einsätze in der UEFA Champions League. 2005 wechselte er nach Katar zu Al-Rayyan Sport-Club. Zur Saison 2007/08 wechselte er zum österreichischen Verein FK Austria Wien. Er unterschrieb dort für zwei Jahre. Nach der Saison 2009/10 beendete er mit dem zweiten Platz in der Meisterschaft seine aktive Fußballerkarriere. Ab Sommer 2011 hinterlegte er seinen Spielerpass beim unterklassigen FC Polska Wien, ohne jedoch für den Verein zum Einsatz zu kommen.

### Nationalmannschaft
Jacek Bąk bestritt insgesamt 96 Länderspiele für die polnische Fußballnationalmannschaft und schoss dabei drei Tore. Sein erstes Spiel bestritt er am 1. Februar 1993. Er war auch lange Zeit der Kapitän der Nationalmannschaft. Er befand sich im Kader der Fußball-Weltmeisterschaft 2002 und der Fußball-Weltmeisterschaft 2006 sowie auch bei der Fußball-Europameisterschaft 2008.
Für Aufsehen sorgte eine Äußerung Bąk nach dem gewonnenen EM-Qualifikationsspiel in Belgien am 15. November 2006, als er in einem Interview sagte, dass ihm von belgischer Seite 10.000,- € angeboten worden waren, wenn er im Strafraum einen belgischen Spieler foulte. Der belgische Fußballverband prüfte die Korruptionsvorwürfe, kam aber zu keinem endgültigen Ergebnis, sodass die Ermittlungen eingestellt wurden.
Im August 2008 beendete Bąk seine Karriere in der Nationalmannschaft.

### Erfolge
- 2× UI-Cup Sieger (1997, 2005)
- 1× Französischer Meister (2002)
- 1× Französischer Ligapokalsieger (2001)
- 2× Polnischer Meister (1992, 1993)
- 1× Polnischer Supercupsieger (1992)
- 1× Katarischer Pokalsieger (2006)
- 1× Österreichischer Pokalsieger (2009)
- 2× WM-Teilnahme (2002, 2006)
- 1× EM-Teilnahme (2008)